# Ole Jensen (teolog)
 For alternative betydninger, se Ole Jensen. (Se også artikler, som begynder med Ole Jensen)
Ole Jensen (født 24. januar 1937 i Viby, død 14. december 2021) var en dansk teolog.
Jensen var teolog af Århus-skolen og intellektuelt forbundet med K.E. Løgstrup som han også havde som underviser på Aarhus Universitet. Han var særligt optaget af naturen og dens rolle i og forbindelse med teologien. Hans tidlige arbejde fandt fornyet interesse i det nye årtusinde som en rammende og inspirerende filosofi om menneskets rolle i naturen, herunder emnerne økologi (humanøkologi), klimakrisen, vækst-baseret økonomi, forbrugerisme og eksistentiel humanisme. Jensen var i medierne kendt som teologisk debattør.
Jensen var student fra Aarhus Katedralskole og studerede efterfølgende teologi ved Aarhus Universitet. Her arbejdede han som lektor i etik og religionsfilosofi i årene 1962–73. I 1974 blev han professor i dogmatik fra Københavns Universitet og i 1976 dr.teol. i Aarhus på disputatsen "Theologie zwischen Illusion und Restriktion", senere udgivet på dansk som "Teologi mellem illusion og restriktion". I 1978 fratrådte Jensen universitetet og lod sig udnævne til sognepræst ved Maribo Domkirke, provst for Maribo Domprovsti og domprovst for Lolland-Falsters Stift. Andre væsentlige hverv har været forstander ved Grundtvigs Højskole, rektor for Præsternes Efteruddannelse, medlem af Etisk Råd og af bestyrelsen for Verdensnaturfonden.

## Udmærkelser
- 1985 - Dannebrogsordenen
- 2017 - N.F.S. Grundtvigs Pris